# Sendim (Miranda do Douro)
Sendim (in Mirandesisch: Sendin) ist eine Gemeinde (Freguesia) im Kreis (Concelho) Miranda do Douro, im Nordosten Portugals.

## Geografie
Der Ort hat sich mit seinen charakteristischen Granitsteinbauten einen mittelalterlichen Charme erhalten. Sendim liegt auf der Hochebene von Trás-os-Montes, in der schroffen Naturlandschaft des Parque Natural do Douro Internacional, dem Naturschutzgebiet der internationalen Zone des Douro.

## Verwaltung
Sendim ist eine Vila und war bis 2013 Sitz der gleichnamigen Gemeinde (Freguesia). Zu ihr gehören außerdem die umliegenden Orte Aldeia, Paço, Percota, Guedieiros, Bouções, Corte Nova und Cabris. Auch die Landgüter ("Quintas") von Cristelo, Bom Jardim, S. Martinho, Ribeira, Sobral, Fábrica, Carvalha, Cabrida, Valbom, Telheiros, Casal und die Quinta do Rio Távora gehören zur Gemeinde.
Im Zuge der Gebietsreform vom 29. September 2013 wurde sie mit der Gemeinde Atenor zur neuen Gemeinde União das Freguesias de Sendim e Atenor zusammengelegt.

## Kultur und Sehenswürdigkeiten
Jährlich wird hier mit dem Festival Intercéltico de Sendim ein internationales Folk-Festival mit Musik keltischer Wurzeln und begleitenden Kultur- und Gastronomie-Angeboten veranstaltet.
In Sendim sind römische Ausgrabungsstätten zu besichtigen. Ebenso sind in der Gemeinde verschiedene Herrenhäuser, Felsformationen, Kirchen und Kapellen sehenswert.
Im Gebiet der Gemeinde finden häufig Motocross und andere Rallyes in verschiedenen Gattungen statt.
Die Gemeinde richtet verschiedene, kleinere Literatur-, Gastronomie-, Musik- und Sportveranstaltungen aus. Gelegentlich werden hier Stierkämpfe organisiert, in Ermangelung einer Stierkampfarena finden diese auf dem lokalen Fußballplatz statt.

## Verkehr

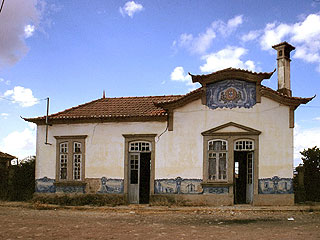
Der stillgelegte Bahnhof von Sendim

Sendim ist eingebunden in das landesweite Überland-Busnetz der Rede Expressos. Der Ort ist 15 km über die Nationalstraße 221 von der Kreisstadt Miranda do Douro entfernt.
Seit der Stilllegung der Linha do Sabor 1988 hat der Ort keine Eisenbahn-Anbindung.